# Aegus platyodon
Aegus platyodon es una especie de coleóptero de la familia Lucanidae.

## Distribución geográfica
Habita en Borneo, Sumatra, las islas menores de la Sonda, las Molucas, Nueva Guinea e islas próximas de la Melanesia, Filipinas y Australia.

## Subespecies
Se reconocen las siguientes:
- Aegus platyodon bellus
- Aegus platyodon foraminatus
- Aegus platyodon insolitus
- Aegus platyodon jansoni
- Aegus platyodon lacroixi
- Aegus platyodon leopoldi
- Aegus platyodon loeblei
- Aegus platyodon meeki
- Aegus platyodon montanus
- Aegus platyodon otanii
- Aegus platyodon platyodon
- Aegus platyodon porrectodon
- Aegus platyodon punctipennis
- Aegus platyodon tohyamai